# Myliobatidae
Los milobátidos (Myliobatidae) son una familia de peces cartilaginosos conocidos vulgarmente como rayas águila. Son en su mayoría especies de gran tamaño que viven en el océano abierto y no en el fondo del mar.
La raya águila se alimenta de moluscos y crustáceos, aplastando sus conchas con sus dientes aplanados, mientras que la raya diablo y la manta raya filtran el plancton del agua. Son excelentes nadadores y son capaces de saltar fuera del agua hasta varios metros sobre la superficie. En comparación con otras rayas, tienen colas largas y cuerpos romboidales bien definidos. Son ovovivíparos, dando a luz a un máximo de seis crías a la vez. Van desde 48 cm (19 pulg) a 9,1 m (30 pies) de longitud.

## Clasificación
Según las referencias por Peces del Mundo del año 2006 (4 ª edición) de Joseph S. Nelson, se reconocen siete géneros, en tres subfamilias. Algunos lugares sistemáticos como la raya nariz de vaca y las mantas con mobulas en sus propias familias (Rhinopteridae y Mobulidae, respectivamente).

### Subfamilia Myliobatinae

#### Aetomylaeus
- Aetomylaeus asperrimus, (raya toro de Galápagos)
- Aetomylaeus bovinus, (raya toro)
- Aetomylaeus maculatus
- Aetomylaeus milvus
- Aetomylaeus nichofii
- Aetomylaeus vespertilio

#### Myliobatis
- Myliobatis aquila, (raya águila común)
- Myliobatis californica, (raya murciélago)

### Subfamilia Rhinopterinae

#### Rhinoptera
- Rhinoptera javanica, (raya nariz de vaca javaniva)
- Rhinoptera neglecta, (raya nariz de vaca australiana)
- Rhinoptera bonasus

### Subfamilia Mobulinae

#### Mobula
- Mobula alfredi
- Mobula birostris
- Mobula hypostoma (Bancroft, 1831)
- Mobula japanica (Müller & Henle, 1841)
- Mobula kuhlii (Müller & Henle, 1841)
- Mobula mobular (Bonnaterre, 1788)
- Mobula munkiana Notarbartolo-di-Sciara, 1987
- Mobula tarapacana (Philippi, 1893)
- Mobula thurstoni (Lloyd, 1908)